# Estação aeronaval de Alameda
Estação Aeronaval de Alameda (NAS Alameda) era uma Estação Aérea Naval da Marinha dos Estados Unidos em Alameda, Califórnia, na Baía de São Francisco. NAS Alameda tinha duas pistas: 13–31 medindo 2 438 m × 61 m e 07-25 medindo 2 195 m × 61 m. Dois heliportos e uma torre de controle também eram parte das instalações.

## História

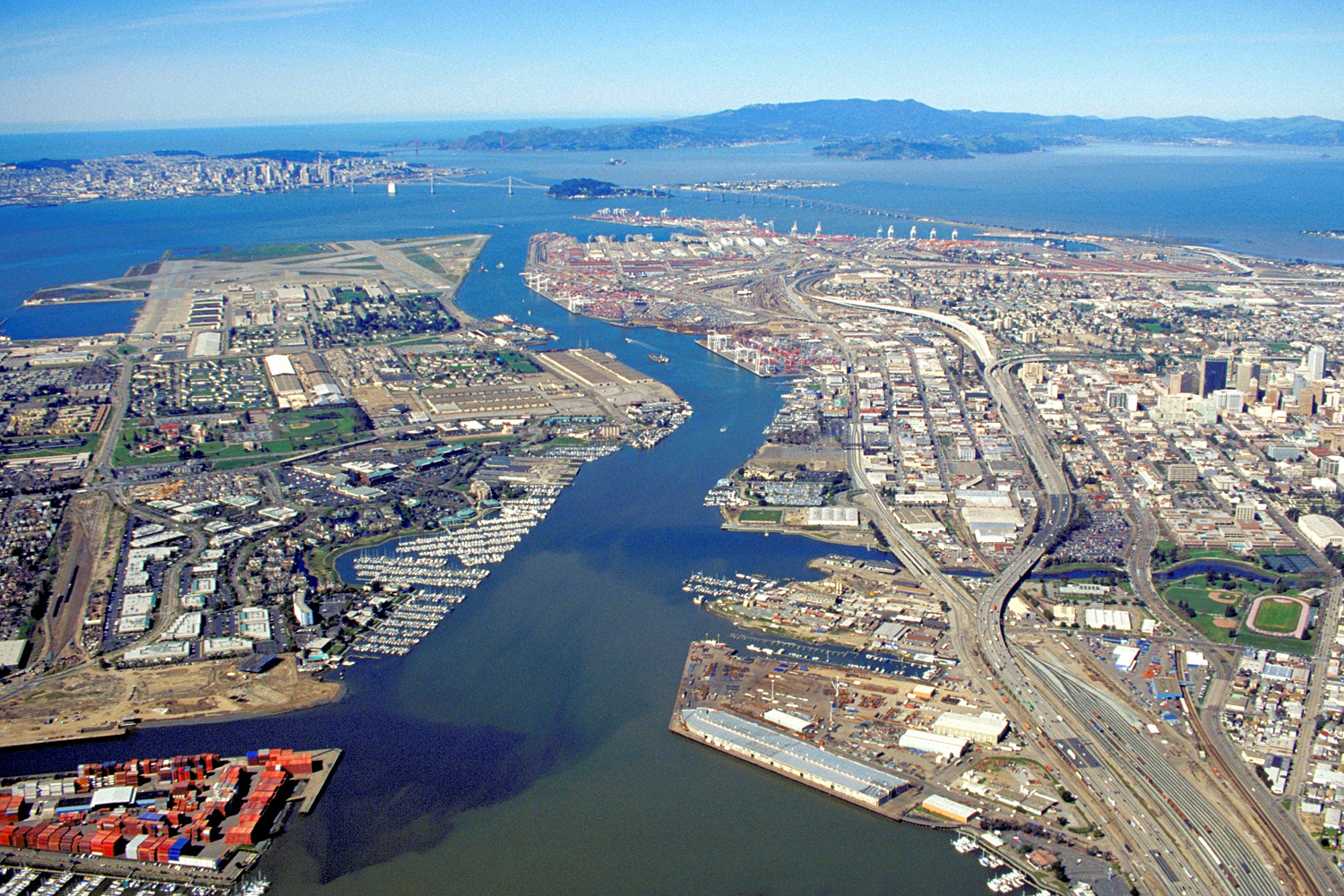
As pistas e o restante da Alameda Naval Air Station podem ser vistos no final da Ilha Alameda nesta vista aérea do porto de Oakland, Califórnia.

Em 1927, os pântanos na extremidade oeste da Ilha de Alameda na costa leste da Baía de São Francisco foram preenchidos para formar um aeroporto (Aeroporto de Alameda) com uma pista leste / oeste, três hangares, um prédio administrativo e um porto de iates. Em 1º de junho de 1936, a cidade de Alameda, Califórnia, cedeu o aeroporto ao governo dos Estados Unidos alguns meses antes de o Exército interromper as operações de campo. Em abril de 1942, o USS Hornet (CV-12) foi carregado com os 16 aviões B-25 que participariam do ataque Doolittle no Japão.

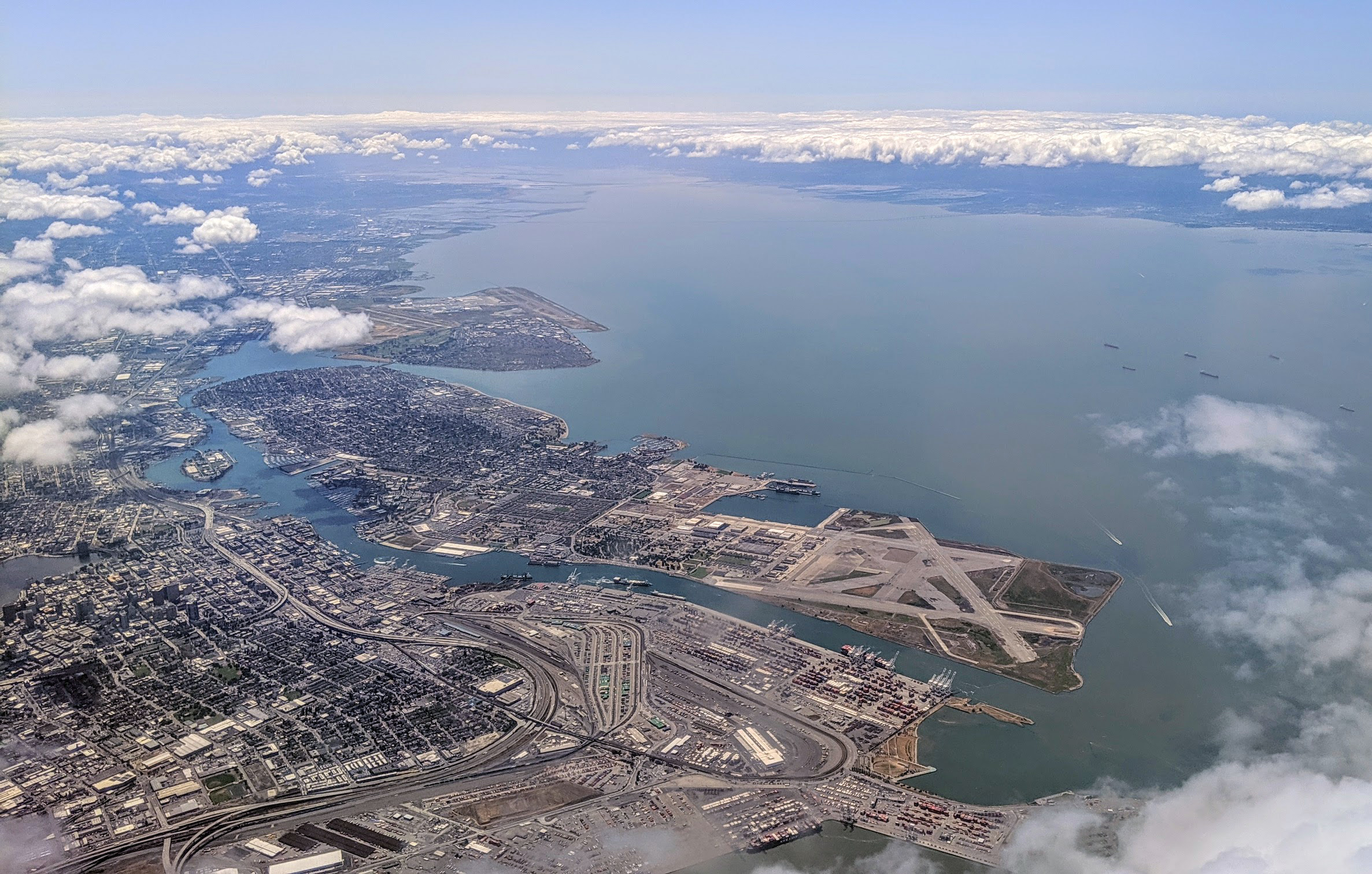
Vista aérea com o Porto de Oakland e a baía

Alameda permaneceu uma importante base naval durante a Guerra Fria. De 1949 a 1953, a Marinha baseou o Lockheed R6V Constitution - o maior avião já listado no inventário da Marinha - na NAS Alameda. Os dois protótipos voavam regularmente entre o NAS Moffett Field e Pearl Harbor, no Havaí.
Durante a Guerra do Vietnã durante a Guerra Fria e sua era posterior pós-Vietnã, a base era o porto de abrigo dos porta-aviões Coral Sea, Hancock, Oriskany, Enterprise, Ranger, e Carl Vinson.
A base foi fechada em 1997 por determinação do Base Realignment and Closure (BRAC). Suas pistas também foram fechadas e o campo de aviação não foi reutilizado como aeroporto civil.

## Uso pós-fechamento
Após o fechamento da base em 25 de abril de 1997, o USS Hornet (CV-12) foi doado para a antiga estação aérea para ser usada como navio-museu, o USS Hornet Museum.